# Alessio De Filippis
Alessio De Filippis (Rome, 28 januari 1982) is een Italiaanse acteur en stemacteur.

## Biografie
Alessio is de broer van de dubber Stefano De Filippis. Hij heeft bijgedragen aan het nasynchroniseren van vele Italiaanse films, waaronder: Borderland, Open Range, The Lizzie McGuire Movie, Step Up. In 2003 won hij de prijs 'Voice of the Year for Men - Cartoons and Radio' die hem werd toegekend door het publiek in de Gran Galà van Dubbing.
Het staat bekend om de stem van stripfiguren: Peter Pan, Robin in Teen Titans en Teen Titans Go!, Rigby in Regular Show en Lincoln Loud in A casa dei Loud.

## Voice-over
Bioscoop
- Diego Luna in Open Range
- Wen Gifford in Lemonade Mouth
- Denzel Whitaker in Een vader om gered te worden
- Jamie Anderson in het contract
- Akshay Kumar in Kambakkht Ishq
- Adam Lamberg in The Lizzie McGuire Movie
- De'Shawn Washington in Step Up
- Michael Angarano in Red State
- Richard Banel in Edges of the Lord
- Aleksey Bardukov in Metro
- Li Zo en Suen Hanwen in True Legend

### Telefilm, soap opera en telenovelas
- Jhonny Lewis in Sons of Anarchy
- Javier Calvo in natuurkunde of scheikunde
- James Maslow in Big Time Rush
- Dan Benson in Wizards of Waverly
- Jack O 'Connell in Skins
- Lukas Decker in peperkorrels
- Daniel Magder in Mudpit
- Jason Dolley in Good Luck Charlie
- Nat Wolff in The Naked Brothers Band
- Tristan Wilds in 90210
- Lee Ingleby in Inspector Zacht
- Crispo Powers bevat 100 dingen om te doen vóór de middelbare school
- Erik Landmann in De weg naar geluk
- Santiago Talledo in Chica-vampier
- Rodrigo Velilla in de wereld van Patty
- Nicolás Maiques in Flor - speciaal als jij
- Harold Azuara in Love Divina

Tv-film
- Joey Pollari in Avalon High

Animatiefilm
- Ghirù en Potto in I Roteò en de magie van de spiegel
- Peter Pan in Peter Pan - Keer terug naar het eiland dat er niet is
- Mattacchiorso in De beren van het hart - Een dag in Toyolandia
- Dedo in De animotosi in het land Nondove
- Norves in Gli Smile and Go en de bifuoco-vuurpot
- Tuffy in Tom & Jerry en de Wizard of Oz, Tom & Jerry - Back to Oz
- Shiro Mizunuma in Poppies Hill
- Dimitri-kind in Anastasia

### Geanimeerde series
- Setsuna Kai in Devichil
- Lincoln Loud in A home of the Loud
- Seiji Hiwatari in Kilari
- Aang in Avatar - De legende van Aang
- Gon Freecss in Hunter × Hunter
- Danny in Monster Buster Club
- Romy in Moby Dick en het geheim van Mu
- Tadase Hotori in Shugo Chara!
- Robin in Teen Titans, Teen Titans Go!
- Alex in RicreAzione
- Commandant Vallejo in Fillmore!
- Keitaro Urashima in Love Hina
- Sora in Naruto
- Nataku in Saiyuki
- Sogo Okita in Gintama
- Gabu Samejima in Idaten Jump
- Leo in Teen Days
- Rigby in reguliere show
- Kirito / Kazuto Kirigaya in Sword Art Online
- Samuele in Extreme voetbal
- Fanboy in Fanboy & Chum Chum
- Nightwing / Robin / Dick Grayson in Young Justice
- Milo in Pepper Ann
- Nummer 4 in codenaam: Kommando New Devils
- Danger Duck en Rev Runner in Loonatics Unleashed
- Leon in Sonic X
- Peter Pan in House of Mouse - De Topoclub, Jake en de piraten van het eiland die er niet zijn
- Donatello in Teenage Mutant Ninja Turtles - Ninja Turtles
- Claus Valca in Last Exile
- Tony in Michiko en Hatchin
- Ageha 1 in Eureka Seven
- Little Dagger in The Last of the Mohicans
- Desna in The Legend of Korra
- Leo Walker in Egyxos
- Kansen in Loopdidoo
- Gene in Bob's Burgers
- Nils Ritcher in Danball Senki W
- Loki in Fairy Tail
- Kevin in Supernoobs
- Peter in Heidi
- Nils Richer in Little Battle Experience
- Doctor Louis, Jack en Temperance in Infinity Nado
- Steve Grim in Inazuma Eleven
- Lance McClain in Voltron: legendarische verdediger
- Shawn The Beast in Regal Academy

Videogames
- Amedeoboss in Transformice